# Pterobryopsis gedehensis
Pterobryopsis gedehensis är en bladmossart som beskrevs av Fleischer 1905. Pterobryopsis gedehensis ingår i släktet Pterobryopsis och familjen Pterobryaceae. Inga underarter finns listade i Catalogue of Life.